# 臺北市立長安國民中學
臺北市立長安國民中學，簡稱臺北市立長安國中、長安國中，位於臺灣臺北市中山區，屬於一所初級中學。該校以雙語教學、國際教育及品格教育為推展重點，並連續多年獲得優質學校認證。

## 校史沿革
長安國中自1968年創校，定名為長安女子國民中學，1991年奉令兼男生，並易名為長安國民中學。校舍分7期完成。經歷屆師生十餘年的努力，規模日大，自此教學步入正軌。
1976年增建仁愛大樓，解決了教室及辦公處所不足的問題。1979年完成了信義樓的建造。1988年長安國中規劃了美容美髮技藝教育班，並全面更新校舍外牆改鋪設粉紅色磁磚。
長安國中於1981年、1982年由中華民國教育部指定為體操、手球單項運動重點發展學校。1996年，在沒有活動中心的條件下，女子籃球校隊屢獲佳績，該年有10名體育成績優異的學生獲得保送高級中學。生活教育於1994年獲教育部頒發績優獎。
1996年起開始注重推廣親職教育，成立志工導護交通服務隊、組織愛心媽媽班，並推動學校教育社區化，提供校園資源以配合社區假日週末球類競賽及社區學藝活動。
台北市府為了要響應政府棒球振興計畫，推動「1行政區1棒球隊」之計畫，長安國中、長安國小棒球隊於2009年10月29日的上午，在長安國小操場宣布正式成軍。

## 歷任校長
| 屆別   | 姓名        | 任職時間             |
| ------ | ----------- | -------------------- |
| 第1任  | 張叔南      | 1968年-1975年        |
| 第2任  | 許春風      | 1975年9月－1978年8月 |
| 第3任  | 鄭英魁      | 1978年8月－1988年8月 |
| 第4任  | 陳必讀      | 1988年8月－1992年8月 |
| 第5任  | 陳金溪      | 1992年8月－1996年8月 |
| 第6任  | 許志揚      | 1996年8月－2002年月  |
| 第7任  | 王天才      | 2002年8月－2008年8月 |
| 第8任  | 高敏慧 女士 | 2008年8月－2012年8月 |
| 第9任  | 周婉琦 女士 | 2012年8月－2020年7月 |
| 第10任 | 余國珍      | 2020年8月－2022年7月 |
| 第11任 | 歐陽秀幸    | 2022年8月－          |

### 組織架構
核定總班級數22班教師預算員額數56人，職員工人數17人，總計73人(含校長、專任運動教練、職員、約聘僱人員、校警、職工)，下設3處3室。

## 學校願景與辦學理念
學校願景：一所打造孩子「品格力」、「學習力」、「生活力」的學校。
辦學理念：本於全人教育的精神，藉由行政、教師、家長的合作，培養學生成為富品格、勤學習、樂生活的未來公民。

## 校友
- 黃韻玲，歌手、樂評家、北流董事長。
- 楊小黎，演員、配音員。
- 楊雅筑，演員。
- 陳玉梅，政治人物，臺北市議會第7－11屆議員。
- 張孝全，演員
- 劉若英，演員，歌手，作家。
- 江坤宇，棒球員，中華職棒
- 宋晟睿，棒球員，中華職棒

## 校景

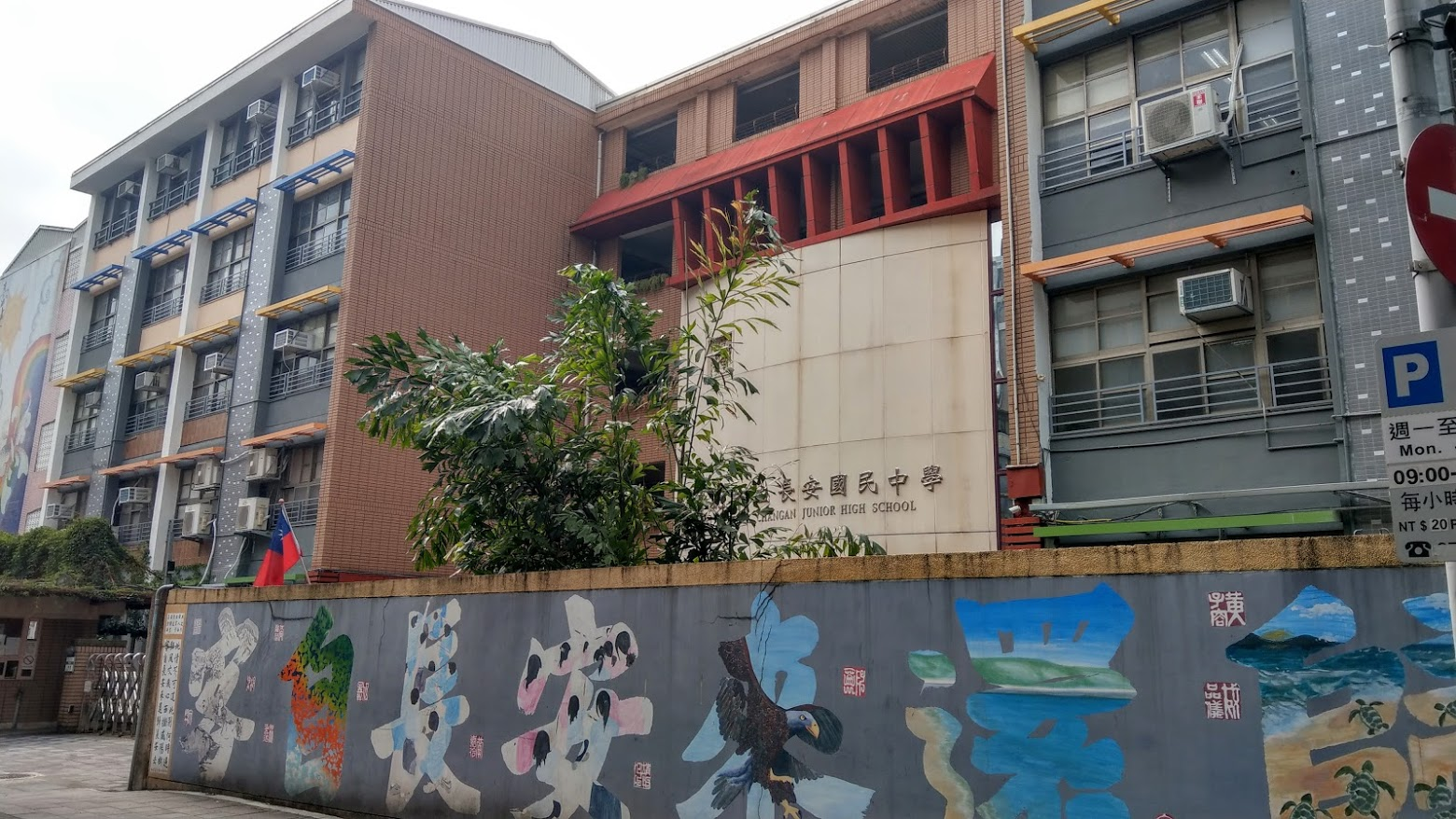
長安校門口
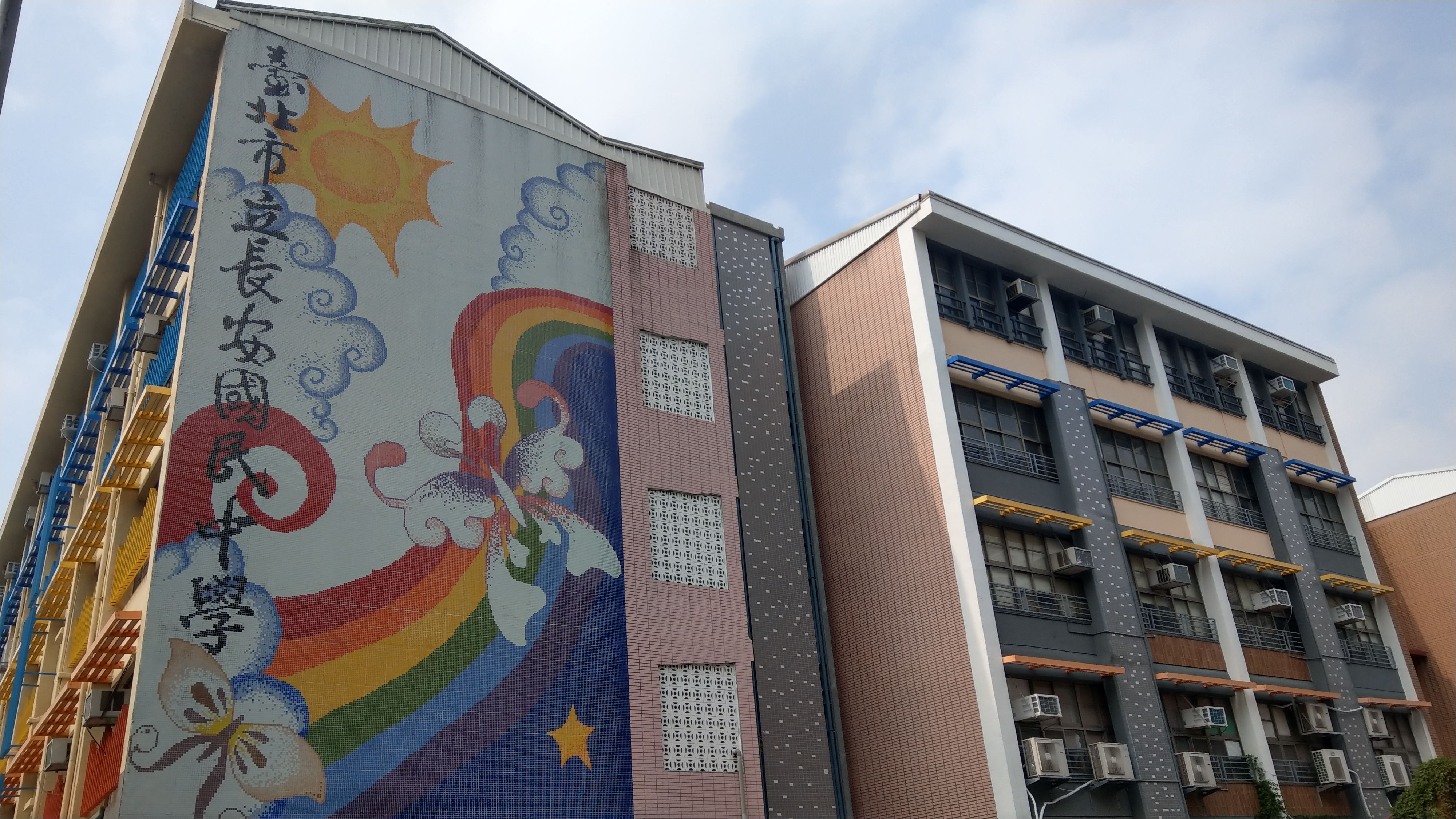
長安牆面美感
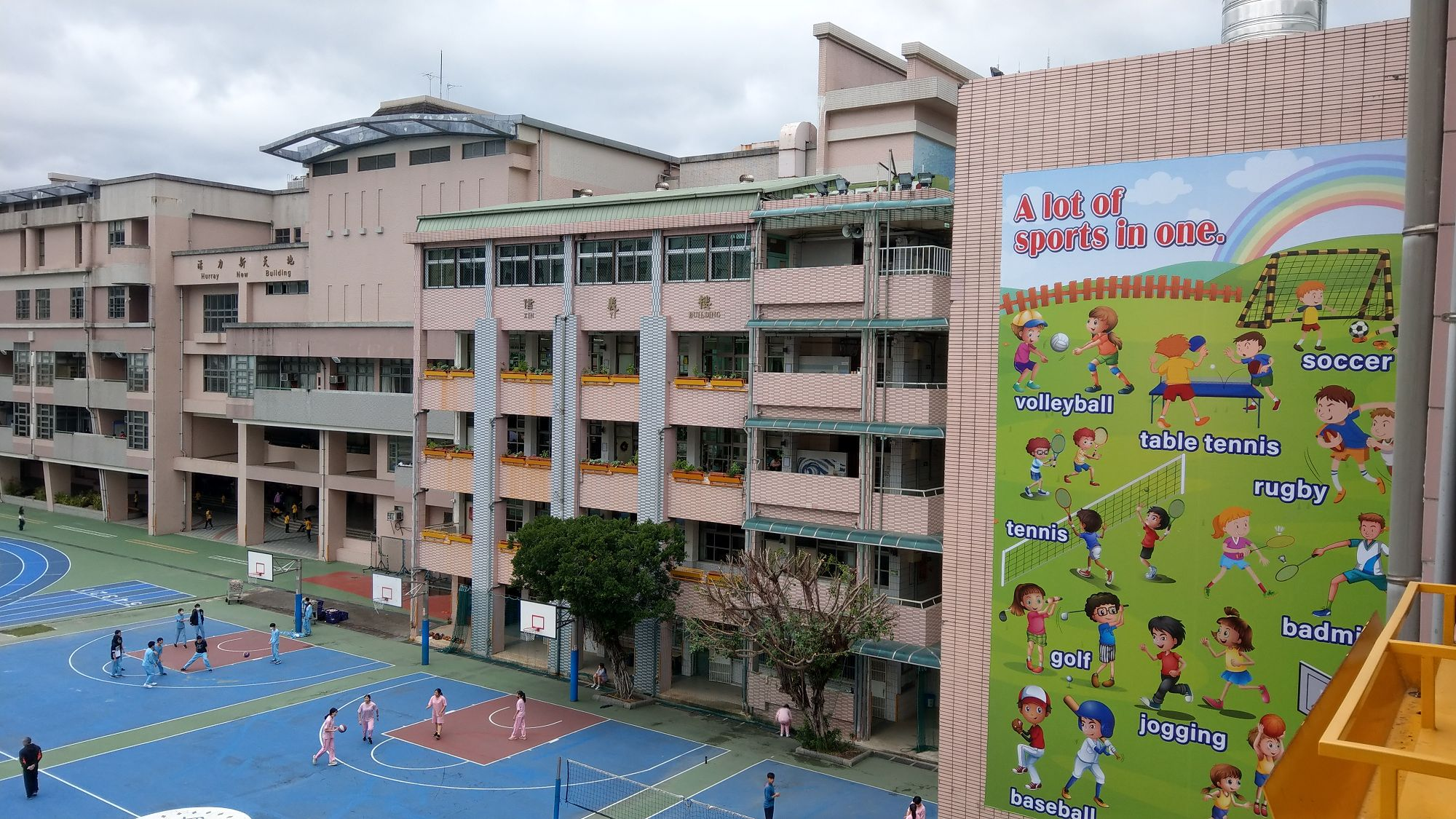
長安雙語校景
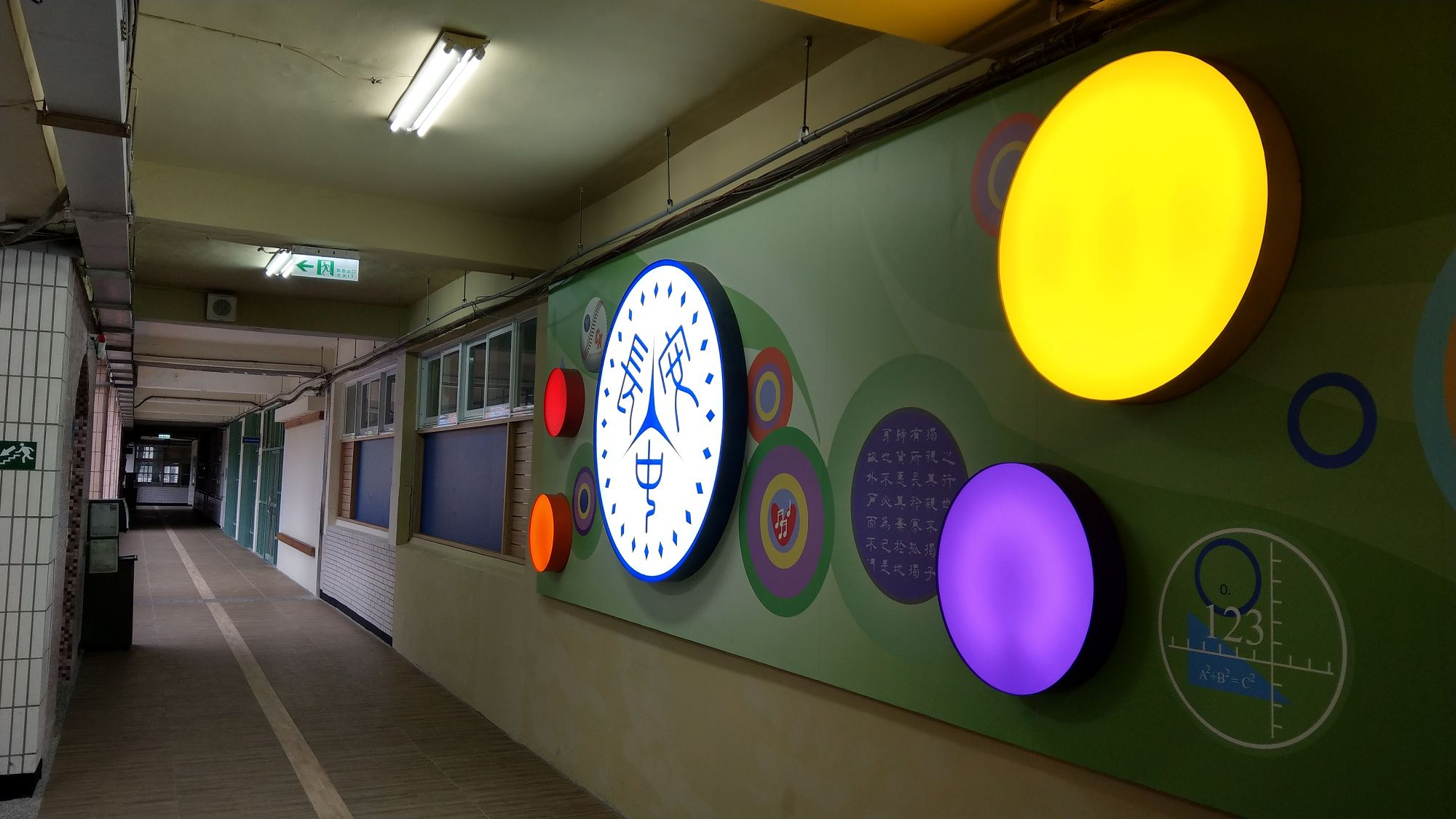
長安意象走廊
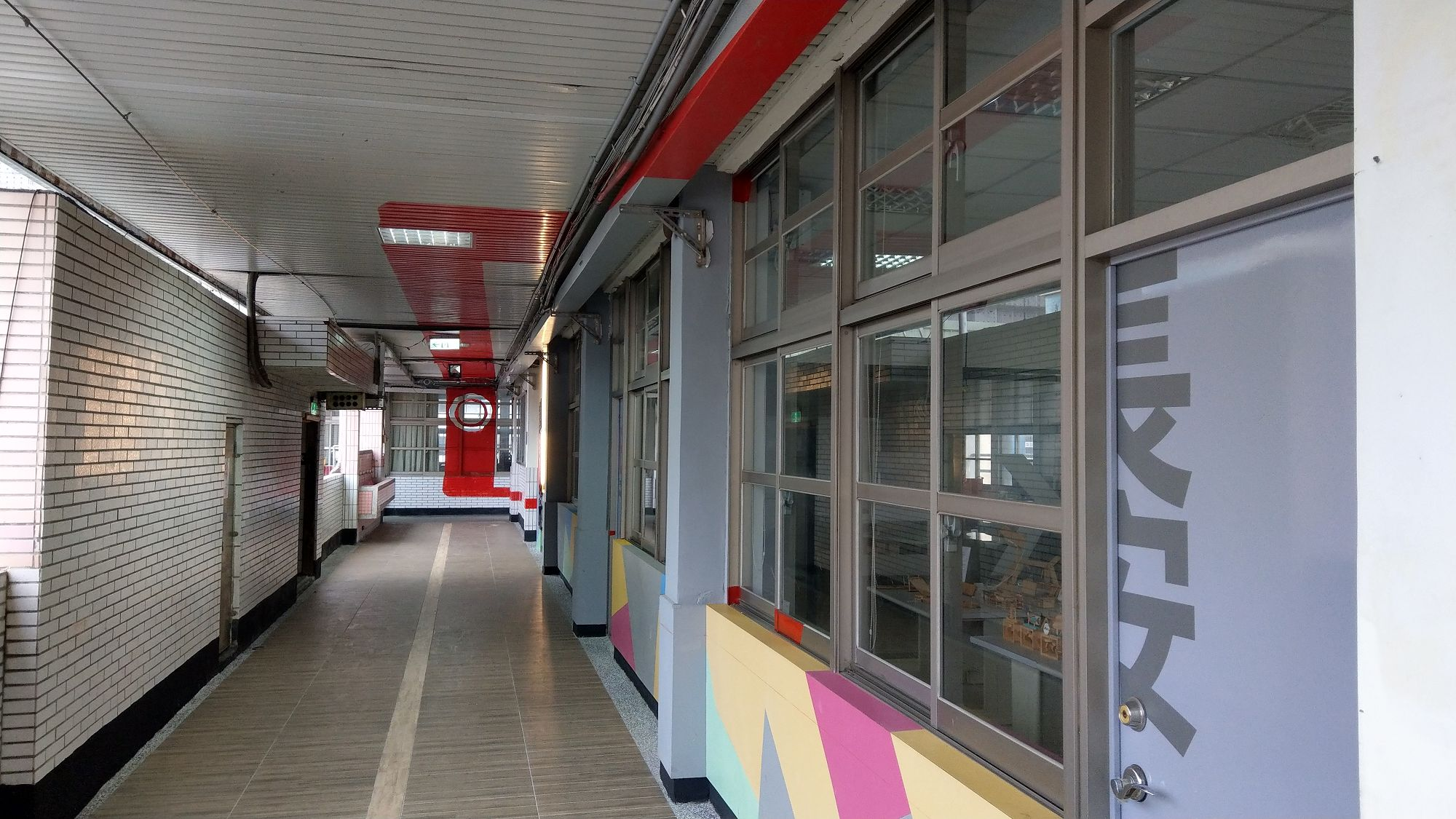
長安藝術感長廊
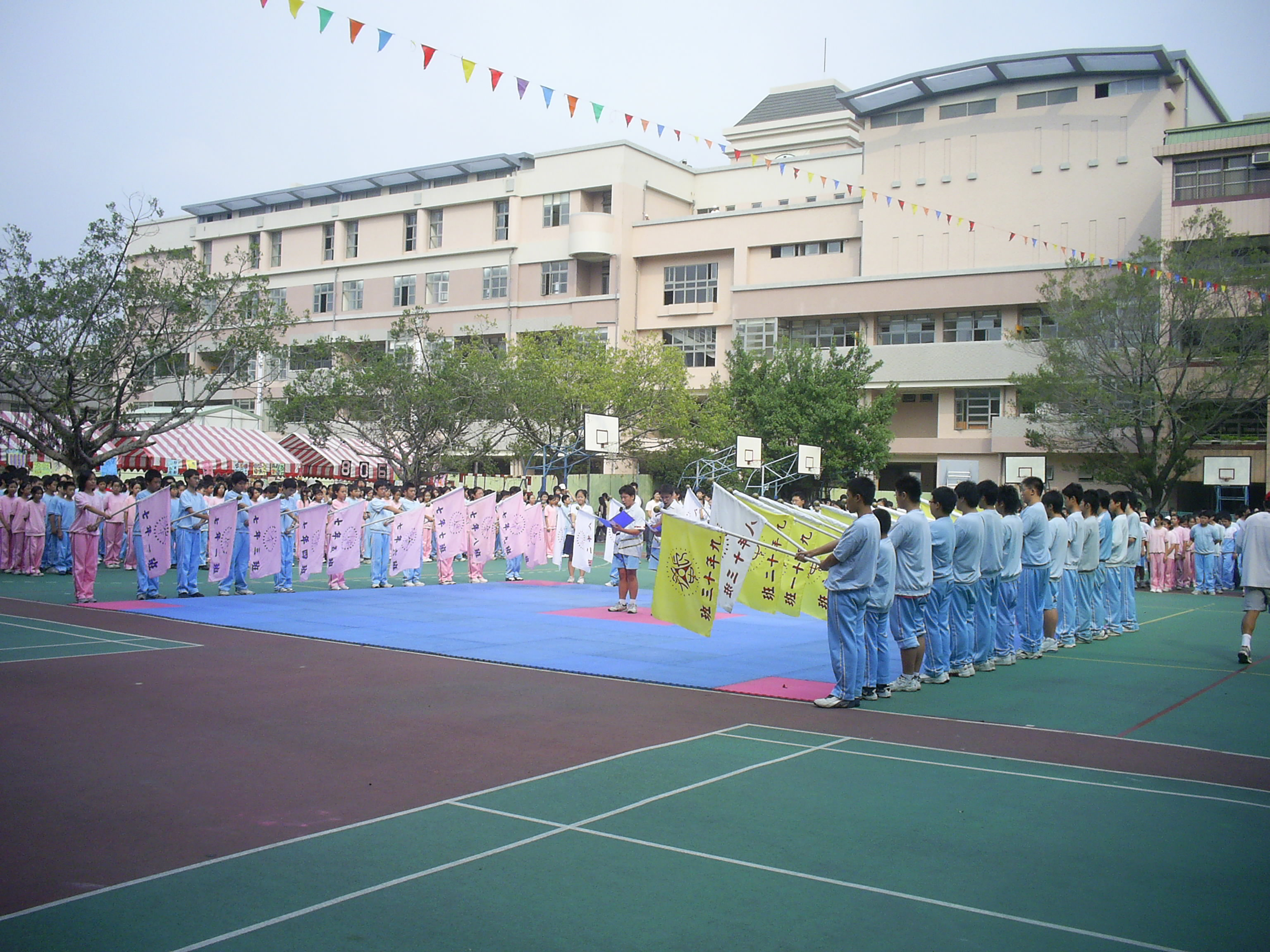
2005年11月11日校慶

## 外部連結
- 長安國中網站
- 長安國中師生成長園地